# Bosánszky Jenő
Bosánszky Jenő (Budapest, 1920. december 17. – ?) labdarúgó, csatár.

## Pályafutása
1943 nyarán igazolt a Ferencvároshoz a Chinoin csapatától. 1943. október 10-én mutatkozott be az élvonalban a Diósgyőri MÁVAG ellen, ahol a csapata 1–0-ra győzött. Ezzel az egy mérkőzéssel a bajnoki ezüstérmes csapat tagja lett. 1944 júliusában a Szegedi AK együtteséhez szerződött.
1945 és 1951 között az MTK labdarúgója volt. Az 1945-ös tavaszi bajnokságban csapata legjobb góllövője volt 14 találattal. 1951-ben tagja volt a Bp. Bástya bajnokcsapatának.

## Sikerei, díjai
- Magyar bajnokság
  - bajnok: 1951
  - 2.: 1943–44
- A Magyar Népköztársaság kiváló sportolója (1951)[3]